# Premi Ariel al millor guió adaptat
El Premi Ariel al millor guió adaptat  és un premi atorgat anualment per l'Acadèmia Mexicana d'Arts i Ciències Cinematogràfiques (AMACC) com a part dels Premis Ariel. Va ser lliurat per primera vegada en 1947 (Lliurament I). S'atorga als escriptors que han redactat històries basades en material propi o aliè, però sempre d'un altre mitjà, com a llibres, obres de teatre, etc.

## Guardonades per any
| Any  | Guanyador(a)                                                   | Pel·lícula                  |
| ---- | -------------------------------------------------------------- | --------------------------- |
| 2019 | John Sayles Guillermo Munro Palacio                            | Sonora                      |
| 2018 | Carlos Carrera Fernando Javier León Rodríguez Silvia Pasternac | De la infancia              |
| 2017 | No es va entregar                                              | No es va entregar           |
| 2016 | David Desola                                                   | Almacenados                 |
| 2015 | Laura Santullo                                                 | Un monstruo de mil cabezas  |
| 2014 | Ernesto Alcocer Luis Urquiza                                   | Obediencia perfecta         |
| 2013 | María Renée Prudencio Francisco Franco                         | Tercera llamada             |
| 2012 | Laura Santullo                                                 | La demora                   |
| 2011 |                                                                |                             |
| 2010 |                                                                |                             |
| 2009 |                                                                |                             |
| 2008 | Roberto Sneider Ángeles Mastretta                              | Arráncame la vida           |
| 2007 | Paul Leduc                                                     | Cobrador: In God We Trust   |
| 2006 |                                                                |                             |
| 2005 | Juan Carlos Valdivia                                           | American Visa               |
| 2004 | Iván Lipkies Ivette Lipkies María Elena Velasco                | Huapango                    |
| 2003 | Antonio Chavarrías                                             | Volverás                    |
| 2002 | Vicente Leñero                                                 | El crimen del padre Amaro   |
| 2001 | Marina Stavenhagen                                             | De la calle                 |
| 2000 | Sergio Schmucler                                               | Cónicas de un desayuno      |
| 1999 | Antonio Serrano                                                | Sexo, pudor y lágrimas      |
| 1998 | Carlos Carrera Martín Salinas                                  | Un embrujo                  |
| 1957 | Julio Alejandro de Castro                                      | Feliz año, amor mío         |
| 1956 | Alberto Gout                                                   | Adán y Eva                  |
| 1955 | Luis Buñuel                                                    | Robinson Crusoe             |
| 1954 | Marco Aurelio Galindo                                          | Los Fernández de Peralvillo |
| 1953 | Roberto Gavaldón Edmundo Báez                                  | El niño y la niebla         |
| 1952 | No es va entregar                                              | No es va entregar           |
| 1951 | Alejandro Galindo                                              | Doña Perfecta               |
| 1950 | Luis Buñuel Luis Alcoriza                                      | Los olvidados               |
| 1949 | Alejandro Galindo                                              | Una familia de tantas       |
| 1948 | Alejandro Galindo                                              | ¡Esquina bajan!             |
| 1947 | Xavier Villaurrutia Tito Davison Leopoldo Baeza y Aceves       | El buen mozo                |
| 1946 | José Revueltas                                                 | La otra                     |
| 1945 | Libertad Blasco Ibáñez                                         | La Barraca                  |